# Marielle Scott
Marielle Scott (* 18. Oktober 1991 in Los Angeles) ist eine US-amerikanische Filmschauspielerin.

## Leben
Marielle Scott wurde ab 2015 als Schauspielerin in Film und Fernsehen tätig. Im Filmdrama Lady Bird spielte sie „Shelly Yuhan“. 2019 wirkte sie in der Serie You und 2020 in A Teacher mit. 2020 verkörperte sie „Megan Denhoff“ im Liebesdrama All my Life – Liebe, als gäbe es kein Morgen.

## Filmografie (Auswahl)
- 2017: Lady Bird
- 2018: 30 Miles from Nowhere
- 2019: The Friend
- 2019: You (Fernsehserie, 7 Folgen)
- 2020: A Teacher (Miniserie, 5 Folgen)
- 2020: All my Life – Liebe, als gäbe es kein Morgen (All my Life)
- 2021: Christmas for Keeps
- 2023: Jess Plus None